# Sambin
Sambin – miejscowość i gmina we Francji, w Regionie Centralnym, w departamencie Loir-et-Cher.
Według danych na rok 1990 gminę zamieszkiwało 701 osób, a gęstość zaludnienia wynosiła 34 osoby/km² (wśród 1842 gmin Regionu Centralnego, Sambin plasuje się na 543. miejscu pod względem liczby ludności, natomiast pod względem powierzchni na miejscu 640.).